# Pleroma
Pleroma (Limba greacă: πλήρωμα, literalmente „plinătatea”) se referă în general la totalitatea puterilor divine. Este folosit în contexte teologice creștine, în special în gnosticism. Termenul apare, de asemenea, în Epistola către Coloseni, [Coloseni 2:9], care este atribuită în mod tradițional Apostolului Paul (Pavel).  Cuvântul este folosit de 17 ori în Noul Testament. 
Cuvântul înseamnă literal „plinătate”, de la verbul plēróō (πληρόω , „a umple”), de la plḗrēs (πλήρης, „plin”). 

## Creştinism

### Noul Testament
Cuvântul în sine este un termen relativ, capabil de multe nuanțe de sens, în funcție de subiectul cu care este alăturat și de antiteza cu care este pus în contrast. Denotă rezultatul acțiunii verbului pleroun; dar pleroun înseamnă ori
- a umple un lucru gol (de ex. Matei 13:48), sau
- a completa un lucru incomplet (de ex. Matei 5:17);

iar substantivul verbal din -ma poate exprima fie
1. acuzativul obiectiv după verb, „lucru completat sau completat” sau
2. acuzativul înrudit, „starea de plinătate sau desăvârșire, împlinire, cantitatea totală”, care rezultă din acțiunea verbului (Romani 11:12, 13:10, 15:29, 1 Corinteni:10:26).

Poate sublinia totalitatea în contrast cu părțile sale constitutive; sau plinătatea în contrast cu golul (kenoma); sau completitudine în contrast cu incompletitudinea sau deficiența (hysterema Coloseni 1:24, 2 Corinteni:11:9 ; hettema Romani 11:12).
O altă ambiguitate apare atunci când este unit cu un genitiv, care poate fi subiectiv sau obiectiv, plinătatea pe care un lucru o dă altuia sau ceea ce primește de la altul.
În aplicația sa semi-tehnică, se aplică în primul rând perfecțiunii lui Dumnezeu, plinătății Ființei Sale, „agregatul atributelor, virtuților, energiilor divine”: aceasta este folosită în mod absolut în Coloseni 1:19 (oti en auto eudokesen pan to pleroma katoikesai), dar definit și
1. ca pan to pleroma tes theotetos, „întreaga deplinătate a naturii divine”, în Coloseni 2:9,
2. ca pan to pleroma tou theou, „întreaga perfecțiune (morală) care este caracteristică lui Dumnezeu”, în Efeseni 3:19.

În al doilea rând, această pleromă este transferată lui Hristos; ea a fost întruchipată permanent în El la Întrupare (Coloseni 1:19); ea încă locuiește permanent în Trupul Său glorificat, en auto katoikei somatikos (Coloseni 2:9); este tou pleromatos tou christou (Efeseni 4:13), perfecțiunea completă, morală și intelectuală la care aspiră creștinii și de care sunt plini (Efeseni 4:13, Coloseni 2:10 este en auto pepleromenoi. Cf. Ioan 1:16 oti ek tou pleromatos autou emeis pantes elabomen, unde pleroma este starea Celui care este pleres charitos kai aletheias, Ioan 1:14, cf. Luca 2:40 pleroumenon sophia). Această locuire subliniază completitudinea cu care Fiul îl reprezintă pe Tatăl; plinătatea vieții este cea care îl face reprezentantul, fără alte agenții intermediare, și conducătorul întregului univers; și plinătatea perfecțiunii morale și intelectuale este cea care este comunicată omului prin El; este în concordanță cu o creștere treptată a facultăților umane (Luca 2:40), prin urmare cu expresia eauton ekenosen din Filipeni 2:7, care poate fi intenționată ca un contrast deliberat cu aceasta. O altă aplicare a frazei este făcută în (Efeseni 1:23), unde este folosită pentru Biserică, to pleroma tou ta panta en pasin pleroumenou. Aici genitivul este poate subiectiv – plinătatea lui Hristos, întruchiparea Sa deplină, acea plinătate pe care El o oferă Bisericii – subliniind minuțiozitatea cu care Biserica este recipientul puterilor Sale și Îl reprezintă pe pământ. Analogia celorlalte utilizări ale cuvântului cu genitivul persoanei (Efeseni 3:19, 4:13) și accentul din aceste cărți asupra creștinilor fiind umpluți de Hristos (Efeseni 3:19, 4:13, 5:18, Coloseni 1:9, 2:10, 4:12, Ioan 1:16, 3:34), favorizează acest punct de vedere. Dar genitivul poate fi obiectiv, „complementul lui Hristos”, ceea ce Îl desăvârșește, care completează prin activitățile sale lucrarea pe care retragerea Lui în cer ar fi lăsat-o neînfăptuită, așa cum trupul completează capul. Analogia corpului, accentul pus pe acțiunea Bisericii (Efeseni 3:10–21), limbajul despre Pavel însuși în Coloseni 1:24 (antanaplero ta hysteremata ton thlipseon tou christou), susțin acest lucru și este imposibil de decis între cele două. Primul punct de vedere a fost cel mai comun de la examinarea amănunțită a cuvântului de către Fritzsche  și Lightfoot (Col.), și a fost adoptat de von Soden (Hand-Comm.). Dar această din urmă viziune, care a fost cea a lui Origen și Chrysostom, a fost susținută cu fermitate de Pfleiderer  și TK Abbott (International Critical Comm.).
În afara NT, cuvântul apare în Ignatie într-un sens care este clar influențat de NT și, aparent, în sensul plinătății divine, ca a merge înainte, a binecuvânta și a locui în Biserică (Efes . Inscr. te eulogemen en megethei theou patros pleromati, and Trall . Inscr. en kai aspazomai en to pleromati, aproape = en Christo).

### Gnosticism
În gnosticism, utilizarea devine și mai stereotipă și mai tehnică, deși aplicațiile sale sunt încă foarte variabile. Scriitorii gnostici fac apel la utilizarea în NT (de ex Iren I. iii. 4), iar cuvântul reține din el sensul de totalitate în contrast cu părțile constitutive; dar principalele asocieri ale pleromei în sistemele lor sunt cu filozofia greacă, iar gândul principal este acela al unei stări de completitudine în contrast cu deficiența (hysterema, Iren. I. xvi. 3 ; Hippol. vi. 31), sau a plinătății existenței reale în contrast cu vidul gol și irealitatea simplelor fenomene (kenoma, Iren. I. iv. 1). Astfel, în Cerinthus, ea a exprimat plinătatea Vieții divine din care Hristosul divin a coborât asupra omului Isus la botezul său și în care S-a întors (Iren. I. xxvi. 1, III. xi. 1, xvi. 1). În sistemul valentinian, ea stă în antiteză cu Divinitatea esențială de neînțeles, ca „cercul atributelor divine”, diferitele mijloace prin care Dumnezeu Se descoperă: este totalitatea celor treizeci de eoni sau emanații care provin de la Dumnezeu, dar sunt despărţiţi în mod egal de El şi de universul material. Este uneori aproape localizat, astfel încât despre un lucru se vorbește ca „înăuntru”, „fără”, „de sus”, „dedesubt” Pleromei: mai des este lumea spiritelor, idealul arhetipal existent în cerurile invizibile în contrast cu manifestările fenomenale imperfecte ale acelui ideal din univers. Astfel, „întreaga Pleromă a eonilor” contribuie fiecare cu propria sa excelență la istoricul Isus, iar El apare pe pământ „ca frumusețea perfectă și steaua Pleromei” (teleiotaton kallos kai astron tou pleromatos, Iren. I. xi. 6). În mod similar, a fost folosit de scriitori ca echivalent cu deplinătatea deplină a cunoașterii perfecte (Pistis Sophia, p. 15).
„[Unii] mărturisesc că Tatăl tuturor conține toate lucrurile, și că nu există nimic în afara Pleromei (pentru că este absolut necesar ca, [dacă ar fi ceva în afara ei,] să fie limitată și înscrisă în ceva mai mare decât ea însăși), și că ei vorbesc despre ceea ce este „în afară de ea” și „în ea” în legătură cu „cunoaștere” și „ignoranță”, și nu în legătură cu distanța locală; dar asta, în Pleroma, sau în acele lucruri care sunt conținute de Tatăl, întreaga creație care știm că a fost formată, fiind făcută de Demiurg, sau de îngeri, este conținută de nespusa măreție, șa cum centrul este într-un cerc sau cum un punct este într-un haină...”—Iren. II. iv. 2
Din nou, fiecare eon separat este numit pleroma în contrast cu omologul său imperfect pământesc, astfel încât în acest sens poate fi folosit pluralul, pleromata (
Iren. I. xiv. 2); și chiar și fiecare individ are Pleroma sau omologul său spiritual (pentru pleroma autes a femeii samaritece, Heracleon, ap. Origen, XIII. p. 205).
Ea exprima astfel diferitele gânduri pe care ar trebui să le exprimăm prin Dumnezeire, idealul, cerul; și probabil din cauza acestei ambiguități, precum și a asociațiilor sale eretice, cuvântul a părăsit teologia creștină. Este încă folosit în sensul său netehnic obișnuit, de ex Theophylact vorbește despre Treime ca pleroma tou theou ; dar nici un uz atât de tehnic ca cel din Ignatie nu mai reapare.

#### Diagrama Pleromei
„ Mai întâi • (Punct), „Monada”, Bythus (Adâncul), necunoscutul și Tatăl necunoscut. Apoi Δ (Triunghiul), Bythus și prima pereche emanată sau „Duada”, Nous (Mintea) și sizigia sa Aletheia (Adevăr). Apoi □ (Pătrat), dualul „Duada”, Tetractys-ul sau Quaternarul, doi bărbați ||, Logos-ul (Cuvântul) și Anthrôpos (Omul), două femei, sizigiile lor, = Zoê (Viața) și Ekklesia (Biserica sau Ansamblul), „Șapte în toate”. Triunghiul „Potențialitatea” Spiritului, Pătratul „Potențialitatea” Materiei; Linia verticală dreaptă „Potența” Spiritului, și orizontală „Potența” Materiei. Urmează Pentagrama ⋆, „Pentada”, simbolul misterios al Manasáputras sau Fiii înțelepciunii, care împreună cu sizigiile lor fac 10, sau Decada; și în cele din urmă, Hexalpha sau Triunghiurile întrepătrunse ✡ „Hexada”, care împreună cu sizigiile lor fac 12, sau „Dodecada”. Așa este Conținutul Pleromei sau Completarea, „Ideile” din „Mintea Divină”, 28 în total, pentru că Bythus sau Tatăl nu este aflat, căci este Rădăcina tuturor. Cele două cercuri mici „din” Pleroma sunt sizigia Hristos-Pneuma (Hristos și Sfântul Duh); care sunt emanații „după”, și, ca atare, dintr-un aspect, tipizează coborârea Spiritului pentru a informa și evolua Materia, care „esențial” începe din aceeași sursă; și din altul, coborârea sau încarnarea lui Kumâras sau a Ego-ului Înalt al Umanității. 

Cercul Pleromei este limitat de o circumferință emanată din Bythus (Punct), asta se numește Horus-ul (Marginea), Staurus-ul (Baston, Stâlp, sau Cruce) și Metæcheus (Participant); desparte Pleroma (sau Completarea) de Hysterema (Inferioritatea sau Incompletul), Cercul mai mare din cel mic, Nemanifestatul din Manifestat. În Circul Hysterêmei este Pătratul Materiei Primordiale, sau Haos, emanat de Sofia, numit Ektrôma (sau Avort). Deasupra este Triunghiul, „Spiritul primordial”, numit Fructul comun al Pleromei, sau Isus, pentru că dedesubtul Pleromei apare ca „unitate”. Rețineți cum Triunghiul și Pătratul Hysterêmei sunt o reflexie a Triunghiului și Pătratului Pleromei. În final, planul hârtiei, închizând și penetrând totul, este Sigê (Liniște).”—G.R.S. Mead & Elena Blavatschi (după Valentinus)

## Neoplatonism
Într-o manifestare neoplatonică a conceptului, John M. Dillon, în Pleroma and Noetic Cosmos: A Comparative Study, afirmă că gnosticismul și-a importat conceptul de tărâm ideal, sau pleroma, din conceptul lui Platon despre cosmos și Demiurg din Timeu și cosmosul noetic al lui Philo, în contrast cu cosmosul estetic. Dillon face acest lucru contrastând cosmosul noetic cu pasaje din Nag Hammadi, unde eonii sunt exprimați ca gânduri ale lui Dumnezeu. Dillon exprimă conceptul că pleroma este o adaptare gnostică a ideilor elene, deoarece înainte de Philon nu există nicio tradiție evreiască care să accepte că lumea materială sau cosmosul s-a bazat pe o lume ideală care există și ea. 

## Științe sociale

### Carl Jung
Carl Jung a folosit cuvântul în lucrarea sa mistică, Seven Sermons to the Dead, publicată pentru prima dată anonim în 1916, și singura parte din Liber Novus (Cartea Roșie) care a fost publicată înainte de moartea sa. Potrivit lui Jung, pleroma este totalitatea tuturor opozițiilor.

### Gregory Bateson
În Steps to an Ecology of Mind, Gregory Bateson adoptă și extinde distincția lui Jung între pleroma (lumea nevie, care este nediferențiată de subiectivitate) și creatură (lumea vie, supusă diferenței perceptuale, distincției și informații). Ceea ce Bateson numește „mitul puterii” este aplicarea falsă epistemologic la Creatură a unui element de Pleroma (neviu, nediferențiat).